# Leptogorgia contorta
Leptogorgia contorta är en korallart som beskrevs av Kükenthal 1919. Leptogorgia contorta ingår i släktet Leptogorgia och familjen Gorgoniidae. Inga underarter finns listade i Catalogue of Life.